# تاريخ صناعة سيارات الديزل

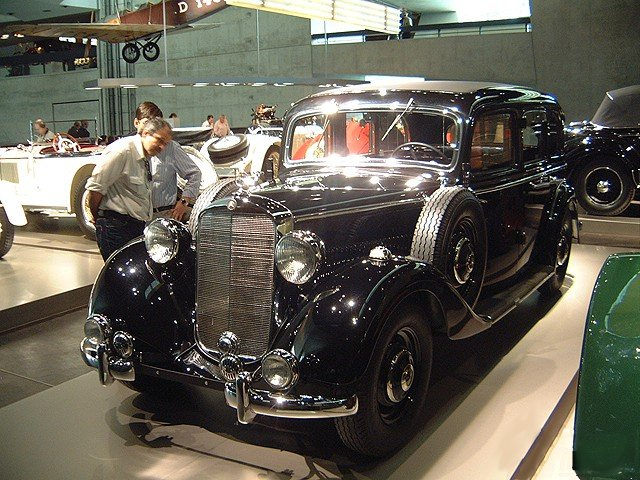
مرسيدس بنز 260 دي (1936) واحدة من السيارات الأولى التي تعمل بالديزل

بدأ استخدام محركات الديزل في السيارات منذُ ثلاثينيات القرن العشرين. استخدمت بشكل أساسي في وقت مبكر  للأعمال التجارية ولم تكتسب شعبية للسفر ونقل الركاب حتى تطورها خلال خمسينيات القرن العشرين في أوروبا. بلغت سيارات الديزل ذروتها الشعبية في جميع أنحاء العالم بحلول عام 2015، ولكن بسبب الآثار الناجمة عن فضيحة انبعاثات الكربون لشركة فولكس واجن المعروفة باسم ديزلغيت (Dieselgate)، سرعان ما فقدت سيارة الديزل شعبيتها لدى المستهلكين والمنظمين.

## تاريخ سيارات الديزل

### أوائل القرن العشرين
بدأ تاريخ صناعة سيارات الديزل في عام 1933  مع إنتاج سيارة روزالي سيتروين (Citroën Rosalie) التي تضمنت ميزات محرك الديزل (محرك 11UD سعة 1766 سم مكعب) ضمن طراز فاميلي (Family). طرحت شركة مرسيدس بنز سيارة 260D وسيارة هانوماغ ريكورد (Hanomag Rekord) بعد ذلك بوقت قصير عام 1936. بعد مرور ثلاث سنوات استخدامت سيارة هانوماغ ريكورد (Hanomag Rekord) المعدلة لتسجيل رقم قياسي عالمي لسيارات الديزل إذ وصلت سرعتها القصوى إلى 165 كم/ ساعة (103 ميل في الساعة). مباشرةً بعد الحرب العالمية الثانية وخلال فترة الخمسينيات والستينيات من القرن العشرين، بدأت سيارات الديزل تكتسب شعبية  مقتصرة على الأعمال التجارية مثل سيارات الإسعاف وسيارات الأجرة والمركبات الستيشن المستخدمة في أعمال التوصيل. بدءاً من عام 1949 قدمت شركة مرسيدس-بنز دعمًا مستمراً على سيارات الأجرة D170 التي تعمل بالديزل محرك (OM 636)بمحرك (OM 636) ونقلت شركة مرسيدس المحرك من 170 D إلى خليفتها 180 D عام 1953، قدمت شركة مرسيدس بَعْدَ ذَلِكَ عام 1958 محرك (OM 621) في سيارة 190 D، سعة المحرك 1.9 لتر وينتج 50 حصاناً (37 كيلوواط) عند 4000 دورة في الدقيقة. ابتداءً من عام 1959 عرضت بيجو سيارة 403D بمحرك (TMD-85) ذات أربعة أسطوانات سعة 1.8 لتر و 48 حصانًا (35 كيلوواط)، تبعتها في عام 1962 سيارة 404D بنفس المحرك. أصبحت سيارة 404D متاحة في عام 1964 مع محرك (XD88) المحسن بأربع أسطوانات سعة 2.0 لتر و 60 حصان (44 كيلوواط). عُرضت سيارات أخرى تعمل بطاقة الديزل خلال فترة الخمسينيات من القرن العشرين وشملت أوستن A60 كامبريدج (A60 Cambridge) وايسوزو بيل (Isuzu Bellel) وفيات 1400-A  وستاندرد فانجارد (Standard Vanguard) ولفترة وجيزة سيارة بورغوارد هانزا (Borgward Hansa). قدمت شركة بيجو عام 1967 سيارة 204BD، أول سيارة ديزل مدمجة وعالية السرعة في العالم، محركها 1.3 لتر (XL4D) وينتج 46 حصانًا (34 كيلوواط) عند 5000 دورة في الدقيقة. في أعقاب أزمة النفط في سبعينيات القرن العشرين بين عامي (1973 و 1979)، قدمت شركة فولكس فاجن (Volkswagen) أول سيارة ديزل لها، فولكس فاجن جولف (Volkswagen Golf)، بمحرك سعة 1.5 لتر يعمل بالحقن غير المباشر بسحب طبيعي والذي كان عبارة عن نسخة معاد تصميمها (تعمل بالديزل) من محرك البنزين. قامت شركة مرسيدس-بنز باختبار محركات التوربينات في السيارات «على سبيل المثال قامت بهذه الاختبارات على سيارات مرسيدس-بنز C111 التجريبية وسجلت أرقامًا قياسية» وعرضت أول سيارة ديزل توربو في عام 1978 وهي سيارة مرسيدس 300 SD  سعة 3.0  بخمسة أسطوانات و 115 قدرة حصانية (86 كيلوواط) متوفرة فقط في أمريكا الشمالية وسيارة بيجو 604 ذات أربعة أسطوانات بسعة 2.5 لتر. جاءت خطوة كبيرة للأمام لسيارات الديزل في الأسواق العالمية عام 1982 عندما قدمت شركة (PSA Peugeot Citroën) محرك (XUD) في سيارة بيجو 305 وبيجو 205 وتالبوت هورايزون (Talbot Horizon). اعتبرت مجلة ديزل كار (Diesel Car) أن السيارات ذات محركات الديزل أفضل فئة في السيارات حتى منتصف تسعينيات القرن العشرين. كانت سيارة سيتروين بي اكس (Citroën BX) إصدار عام 1988 وسيارة  بيجو 405 (Peugeot 405) إصدار عام 1989 تعملان بمحرك (XUD)، إذ عُدَّتا من أقدم سيارات الديزل القادرة على تحقيق معايير محرك البنزين في الأسواق العالمية. ذكرت مجلة ديزل كار (Diesel Car) عن سيارة ستروين بي اكس (Citroën BX) إذ قالت: «لا يمكننا التفكير حالياً بسيارة أخرى معروضة للبيع  في المملكة المتحدة تقترب من مزيج محرك (BX Turbo) حيث الأداء والجاهزية والاقتصاد». أعلنت شركة تصنيع المحركات والسيارات الألمانية (BMW) عن إنتاج أول سيارة من سلسلة سيارات الديزل وهي (524td) في المعرض الدولي للسيارات بمدينة فرانكفورت عام 1981. عُرضت السيارة عام 1983 في معرض فرانكفورت الدولي للسيارات بمحرك ديزل توربيني BMW-M21 بقوة 85 كيلوواط ويمنحها سرعة قصوى تبلغ 180 كم/ ساعة. اعتبرها الصحفي رونان جلون (Ronan Glon) أسرع سيارة ديزل إنتاجية في تلكَ الحقبة فهي أسرع قليلاً من سيارة دايملر بنز OM 617 التي تعمل بمحرك ديزل مرسيدس بنز W123) 300D Turbo Diesel).
قدمت شركة بي إم دبليو في عام 1986 وحدة تحكم إلكترونية في المحرك لمحرك M21، وأصبحت أول شركة مصنعة تستخدم هذه التكنولوجيا في سيارة ركاب تعمل بالديزل. حصلت محركات الديزل على حصة 2.5٪ من سوق الجماعة الأوروبية في عام 1973، زادت هذه الحصة إلى 4.1٪ بعد أزمة الوقود في عام 1975 وتضاعفت هذه النسبة إلى أكثر من الضعف وأصبحت 8.6٪ بحلول عام 1980 وبحلول عام 1983 مثلت محركات الديزل 11٪ من مبيعات السيارات الجديدة  في الاتحاد الأوروبي. تُستخدم محركات الديزل للسيارات عادةً في أمريكا الشمالية فقط للشاحنات والمركبات التجارية والحافلات وعرضت شركة جيب (Jeep) خيار محركات (Perkins Diesel) على جميع طرازاتها في أوائل الستينيات من القرن العشرين وعرضت شركة كرايسلر (Chrysler) هذه المحركات أيضاً على الرغم من أنها مخصصة بشكل رئيسي للأسواق الأوروبية. أصدرت شركة أولدزموبيل (Oldsmobile) محركات ديزل V8 سعة 350 إنش (5.7 لتر) منذُ بداية عام 1977. تلقت معظم طرازات بويك (Buick) وأولدزموبيل (Oldsmobile)  وبونتياك (Pontiac) وشيفروليه (Chevrolet) وحتى كاديلاك (Cadillac) في جنرال موتورز (General Motors) هذا المحرك بحلول عام 1980، واستمر بيعه حتى توقف إنتاج هذا المحرك في عام 1985، إذ أثبت محرك الديزل 350 أنه غير موثوق به وأعطى سيارات الديزل سمعة سيئة في الولايات المتحدة.